# Govern del Regne Unit
El Govern del Regne Unit (en anglès Government of the United Kingdom), anomenat oficialment His Majesty's Government, és el govern del Regne Unit de la Gran Bretanya i Irlanda del Nord, amb seu al número 10 de Downing Street. A part del Regne Unit, la frase ha estat (i, de vegades, actualment és) utilitzada per altres països que reconeixen el cap d'Estat del Regne Unit com també la seva pròpia.
En el dret constitucional del Regne Unit, l'autoritat executiva teòricament recau en el monarca i l'exerceix a través dels ministres. En efecte, el govern és una autoritat executiva que consisteix en els ministres del monarca. En ús de la Commonwealth, el terme "govern" no està relacionada amb el parlament o els tribunals, però només en la branca executiva.
Els termes "His Majesty's Government in the United Kingdom" (el govern de sa majestat al Regne Unit) o "His Britannic Majesty's Government" (govern de sa majestat britànica) es pot utilitzar per evitar l'ambigüitat, quan sigui necessari.
El Govern està actualment format pel Partit Conservador, i sota el mandat de la primera ministra Liss Truz.